# Liste der Biografien/Oj
Liste der Biografien |
Portal Biografien |
Personensuche
# |
A |
B |
C |
D |
E |
F |
G |
H |
I |
J |
K |
L |
M |
N |
O |
P |
Q |
R |
S |
T |
U |
V |
W |
X |
Y |
Z |
?
 
Oa |
Ob |
Oc |
Od |
Oe |
Of |
Og |
Oh |
Oi |
Oj |
Ok |
Ol |
Om |
On |
Oo |
Op |
Oq |
Or |
Os |
Ot |
Ou |
Ov |
Ow |
Ox |
Oy |
Oz
Die Liste der Biografien führt alle Personen auf, die in der deutschsprachigen Wikipedia einen Artikel haben. Dieses ist eine Teilliste mit 90 Einträgen von Personen, deren Namen mit den Buchstaben „Oj“ beginnt.

## Oj
- OJ da Juiceman (* 1981), US-amerikanischer Rapper

### Oja
- Oja, Eduard (1905–1950), estnischer Komponist
- Oja, Eve (1948–2019), estnische Mathematikerin und Hochschullehrerin
- Oja, Hannes (1919–2012), estnischer Journalist und Dichter
- Oja, Kristjan (* 1968), estnischer Biathlet
- Oja, Mihkel (* 1996), estnischer Skispringer
- Oja, Pääru (* 1989), estnischer Schauspieler
- Oja, Peeter (* 1960), estnischer Schauspieler und Komiker
- Ojabo, David (* 2000), nigerianischer American-Football-Spieler
- Ojaide, Tanure (* 1948), nigerianischer Literaturwissenschaftler, Lyriker und Schriftsteller
- Ojakäär, Oliver (* 2005), estnischer Tennisspieler
- Ojakäär, Valter (1923–2016), estnischer Komponist
- Ojake, Michael (* 1961), nigerianischer Schauspieler, Hörspiel- und Synchronsprecher, sowie Drehbuchautor
- Ojala, Aleksi (* 1992), finnischer Leichtathlet
- Ojala, Antero (1916–1982), finnischer Eisschnellläufer
- Ojala, Grete (* 1994), estnische Fußballspielerin
- Ojala, Irene (* 1960), norwegische Politikerin, Mitglied des Storting
- Ojala, Juhani (* 1989), finnischer Fußballspieler
- Ojala, Juho (* 1995), finnischer Skispringer
- Ojala, Matias (* 1995), finnischer Fußballspieler
- Ojala, Mika (* 1988), finnischer Fußballspieler
- Ojamaa, Andres (1969–1993), estnischer Badmintonspieler
- Ojamaa, Henrik (* 1991), estnischer Fußballspieler
- Ojamaa, Hindrek (* 1995), estnischer Fußballspieler
- Ojamaa, Liisi (1972–2019), estnische Lyrikerin und Übersetzerin
- Ojamaa, Pilvi (* 1930), estnische Designerin und Glaskünstlerin
- Ojanen, Janne (* 1968), finnischer Eishockeyspieler und -trainer
- Ojanen, Kaarle (1918–2009), finnischer Schachspieler
- Ojanen, Marko (* 1973), finnischer Eishockeyspieler und -trainer
- Ojanperä, Olavi (1921–2016), finnischer Kanute
- Ojansivu, Antti (* 1993), finnischer Skilangläufer
- Ojaste, Kalju (* 1961), estnischer Biathlet
- Ojaste, Triin (* 1990), estnische Skilangläuferin
- Ojasti, Juhani (* 1934), finnischer Zoologe
- Ojavee, Mart (* 1981), estnischer Radrennfahrer

### Ojd
- Ojdana, Łukasz (* 1990), polnischer Jazzmusiker (Piano)

### Oje
- Ojea Quintana, Óscar Vicente (* 1946), argentinischer Geistlicher, römisch-katholischer Bischof von San Isidro
- Ojeda Lara, Ricardo (* 1993), spanischer Tennisspieler
- Ojeda Márquez, Crispin (* 1952), mexikanischer Geistlicher, römisch-katholischer Bischof von Tehuantepec
- Ojeda Pascual, Julio (1932–2013), spanischer Ordensgeistlicher, Apostolischer Vikar von San Ramón
- Ojeda Ríos, Filiberto (1933–2005), puerto-ricanischer Unabhängigkeitskämpfer und Terrorist
- Ojeda Rovira, Carlos Darío (* 1900), mexikanischer Botschafter
- Ojeda, Agustín (1898–1938), mexikanischer Fußballspieler
- Ojeda, Alonso de, spanischer Seefahrer und Entdecker
- Ojeda, Bob (1941–2020), US-amerikanischer Jazzmusiker (Trompeter, Arrangement, Komposition)
- Ojeda, Braian (* 2000), paraguayischer Fußballspieler
- Ojeda, Haideé (* 1989), spanische Badmintonspielerin
- Ojeda, Himar (* 1972), spanischer Basketballfunktionär
- Ojeda, José Leyver (* 1985), mexikanischer Leichtathlet
- Ojeda, Manuel (* 1940), mexikanischer Film- und Fernsehschauspieler
- Ojeda, Mario (* 1934), chilenischer Fußballspieler
- Ojeda, Mauricio, chilenischer Maler
- Ojeda, Mónica (* 1988), ecuadorianische Schriftstellerin
- Ojeda, Pablo (* 1978), argentinischer Komponist und Perkussionist
- Ojeda, Quique (* 1940), argentinischer Tangosänger
- Ojeda, Richard (* 1970), US-amerikanischer Politiker und Offizier
- Ojeda, Tomás (1910–1983), chilenischer Fußballspieler
- Ojediran, Hamzat (* 2003), nigerianischer Fußballspieler
- Ojeikere, J. D. 'Okhai (1930–2014), nigerianischer Fotograf
- Ojeleye, Semi (* 1994), US-amerikanischer Basketballspieler
- Ojeli, Ifeanyi Emmanuel (* 1998), nigerianischer Sprinter
- Ojetti, Ugo (1871–1946), italienischer Kunstkritiker und Schriftsteller

### Oji
- Ojigwe, Pascal (* 1976), nigerianisch-deutscher Fußballspieler
- Ojik, Bram van (* 1954), niederländischer Politiker
- Ojima, Iwao (* 1945), US-amerikanischer Chemiker japanischer Herkunft
- Ojima, Kiyomasa (* 1998), japanischer Biathlet und Skilangläufer
- Ojima, Tōru (* 1976), japanischer Fußballspieler
- Ōjin (200–310), 15. Tennō von Japan (270–310)Ōjin (200–310)

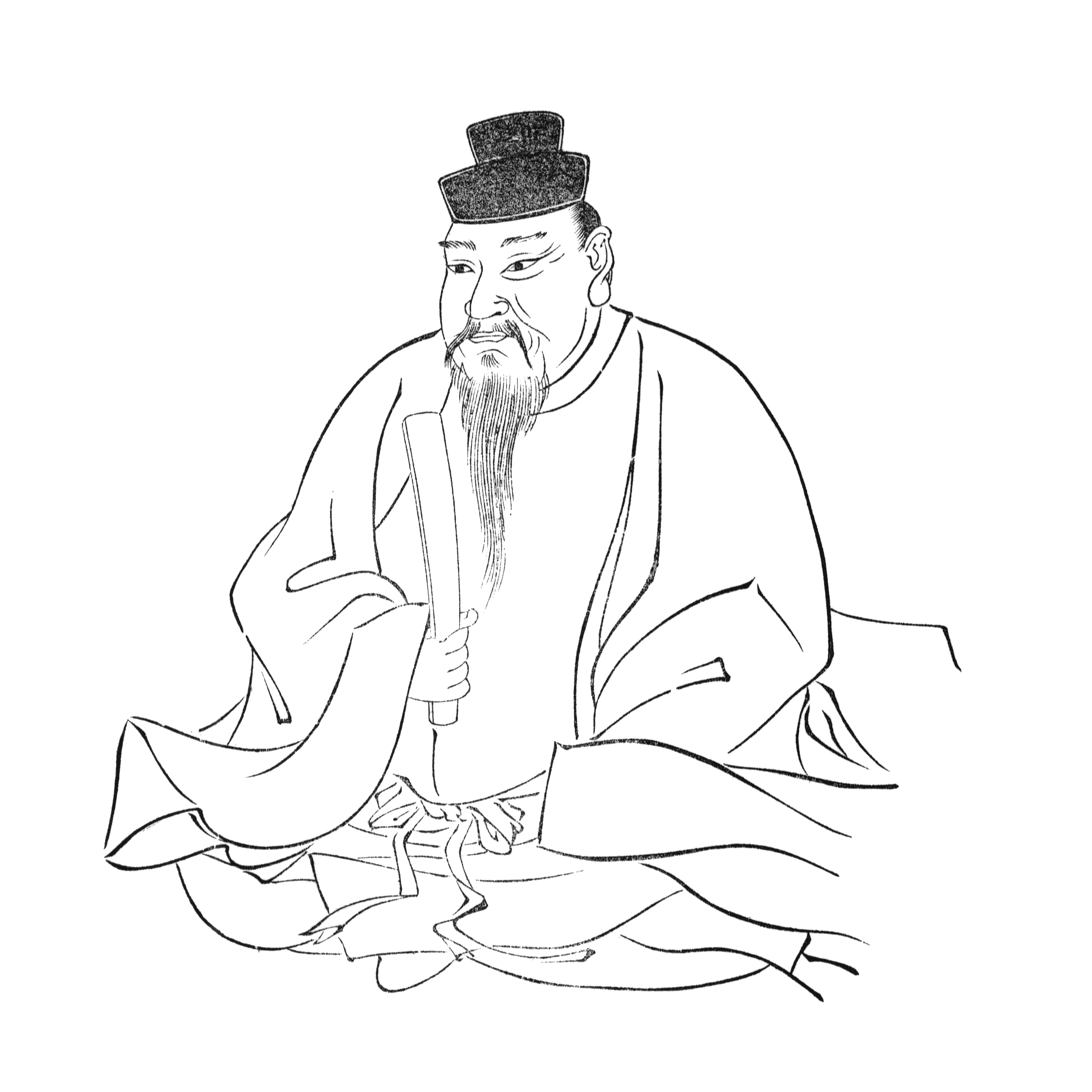
Ōjin (200–310)

- Ojiro, Makoto (* 1982), japanische Mangaka

### Ojj
- Ojjeh, Akram (1918–1991), syrisch-saudi-arabischer Unternehmer und Kunstsammler
- Ojjeh, Karim (* 1965), saudischer Unternehmer und Autorennfahrer
- Ojjeh, Mansour (1952–2021), saudi-arabischer Geschäftsmann
- Ojjeh, Nahed (* 1959), syrische Geschäftsfrau

### Ojl
- Ojleski, Goce (* 1989), mazedonischer Handballspieler

### Ojo
- Ojo, Funso (* 1991), belgischer Fußballspieler
- Ojo, Kim (* 1988), nigerianischer Fußballspieler
- Ojo, Robert (1941–2014), nigerianischer Sprinter
- Ojo, Sheyi (* 1997), englischer Fußballspieler
- Ojode, Joshua Orwa (1958–2012), kenianischer Politiker
- Ojokolo, Endurance (* 1975), nigerianische Sprinterin
- Ojora, Tade (* 1999), britischer Hürdenläufer

### Ojs
- Ojsteršek, Dagmar (* 1954), deutsche Bildhauerin und Künstlerin

### Oju
- Ojukwu, Chukwuemeka Odumegwu (1933–2011), nigerianischer Offizier und PolitikerChukwuemeka Odumegwu Ojukwu (1933–2011)

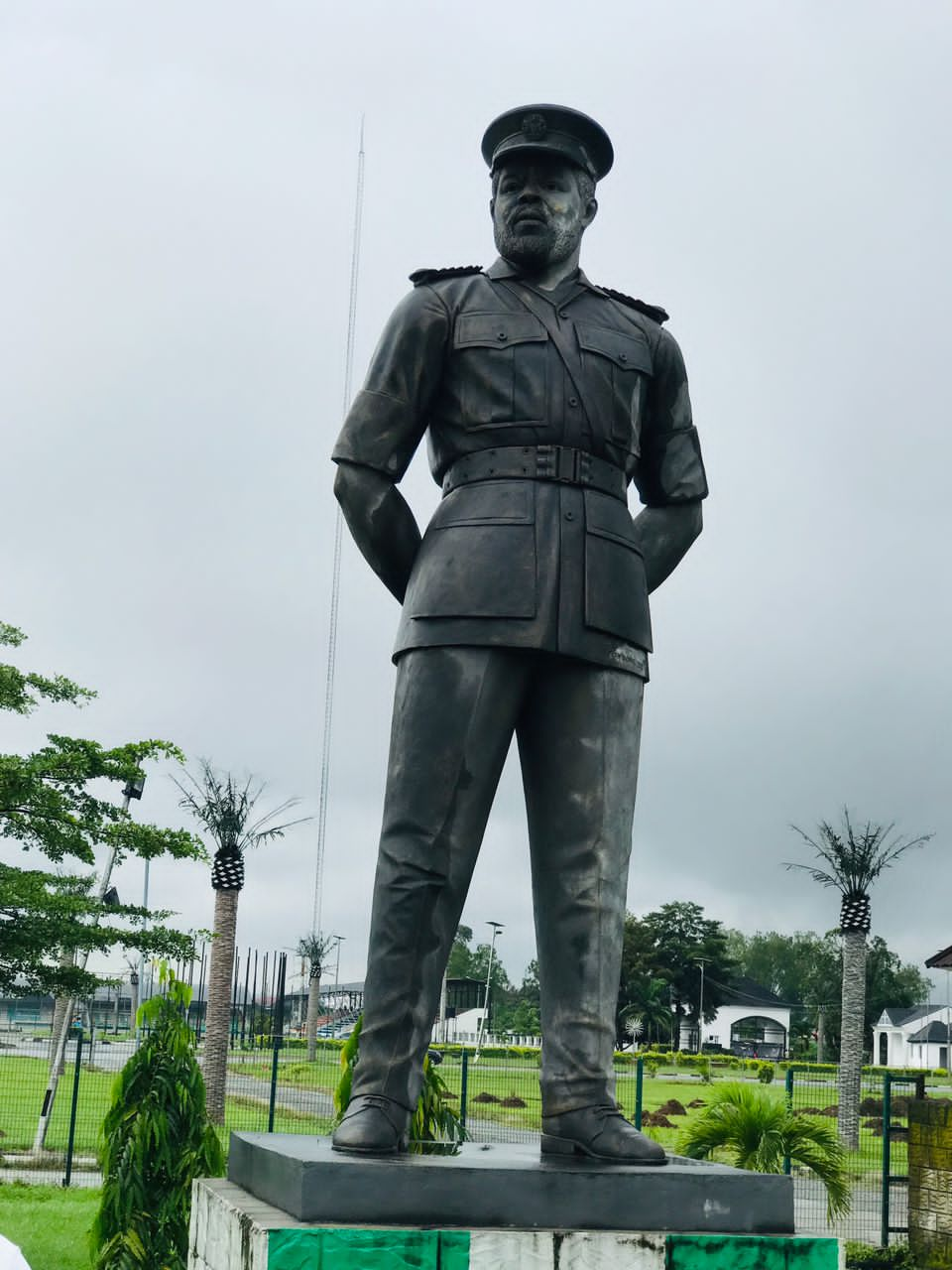
Chukwuemeka Odumegwu Ojukwu (1933–2011)

- Ojukwu, Emmanuel (* 2004), österreichischer Fußballspieler
- Ojukwu, Nicole (* 2005), österreichische Fußballspielerin
- Ojuland, Kristiina (* 1966), estnische Politikerin, Mitglied des Riigikogu, MdEP
- Ojulari, Azeez (* 2000), US-amerikanischer American-Football-Spieler
- Ojulu, Kitchman (* 2004), äthiopischer Dreispringer
- Ojulu, Okello Othow (* 1996), äthiopischer Speerwerfer
- Ojuun, Sandschaasürengiin (* 1964), mongolische Politikerin